# Max Parfondry
 (septembre 2016).
Max Parfondry, né à Fontaine-l'Évêque le 9 mai 1943, mort à Paris en sortant de scène le 12 novembre 2002 , est un pédagogue, animateur, producteur, metteur en scène et acteur belge.

## Biographie
De formation universitaire, Max Parfondry exerce d'abord le métier de professeur de français et de morale laïque à l'Institut provincial de La Reid. Il fut également le fondateur du centre culturel de La Reid.[réf. nécessaire]
Sa carrière d'acteur débute au Théâtre universitaire liégeois, puis s'exerce au Théâtre de l'Etuve, au Centre dramatique liégeois, au Théâtre de la Communauté de Seraing, au Théâtre du Nouveau Gymnase, au Théâtre de la Renaissance, au Nouveau Théâtre de Belgique, au Théâtre de la Place, au Groupe '92, au Groupov et au Théâtre national de Belgique.
Il a notamment enseigné au Conservatoire royal de Liège et a fondé, en 1994, l'association « Théâtre & Publics ».